# Piet de Jong
Pour l'illustrateur scientifique, voir Piet de Jong (artiste).
Petrus Josef Sietse de Jong, dit Piet de Jong (prononcé en néerlandais : [ˈpit də ˈjɔŋ]), né le 3 avril 1915 à Apeldoorn et mort le 27 juillet 2016 à La Haye, est un homme d'État néerlandais, Premier ministre des Pays-Bas du 5 avril 1967 au 6 juillet 1971 sous la bannière du Parti populaire catholique (KVP).
Ancien officier de marine, il sert sur plusieurs navires durant la Seconde Guerre mondiale, atteignant à la fin de la guerre le grade de capitaine de vaisseau et devenant ainsi l'un des rares survivants des sous-marins néerlandais, attaqués par les Allemands. Il est l'un des chefs de gouvernement néerlandais ayant le plus longtemps vécu,, après Willem Drees, décédé en 1988 à l'âge de 101 ans.

## Biographie

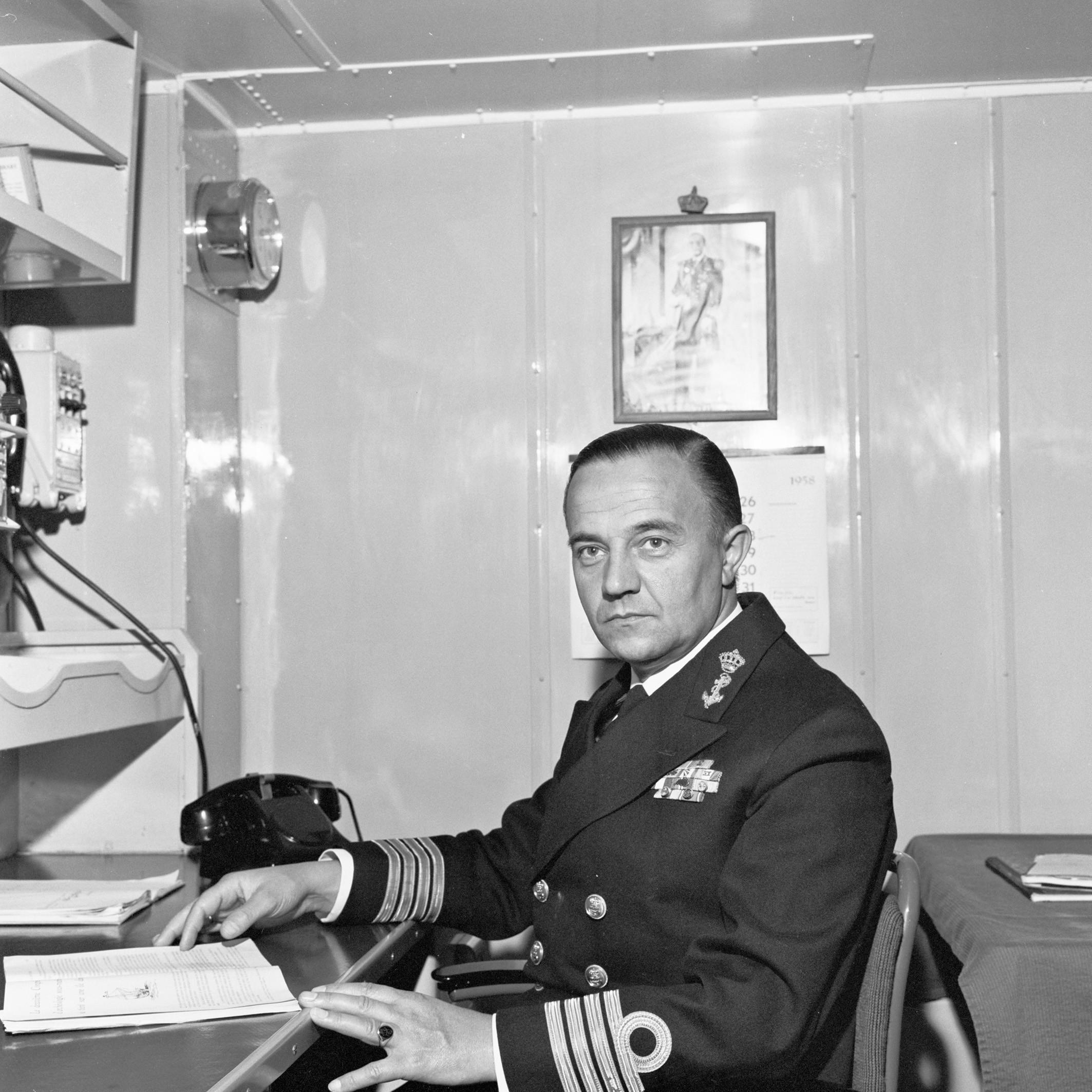
De Jong comme kapitein-ter-zee.

Piet de Jong quitte l'école secondaire, rejoint la Marine royale comme aspirant en 1931, puis entre au Collège royal naval néerlandais à Den Helder. En 1934, il reçoit son grade de sous-lieutenant, avant de servir brièvement aux Indes orientales néerlandaises, puis dans les sous-marins à partir de 1935.
Durant la Seconde Guerre mondiale, il navigue à bord du sous-marin O 24, d'abord en tant que premier officier et à partir de la mi-1944 en tant que commandant de bord. En avril 1946, il retourne aux Pays-Bas. En 1947, il est attaché à l'état-major naval de l'Amirauté et devient adjoint au ministre de la Marine l'année suivante.
De 1951 à la fin 1952, De Jong commande la frégate navale Hr. Ms. De Zeeuw, après quoi il s'est joint au personnel de l'Allied Commander-in-chef de la Manche dans la base britannique navale de Portsmouth. En 1955, il a été nommé chef de cabinet adjoint à l'inspecteur général de la Marine royale néerlandaise, le Prince Bernhard des Pays-Bas et aide-de-camp de la reine Juliana, après quoi il retourne à la mer en 1958 en tant que commandant du sous-marin chasseur Hr. Ms. Gelderland.
- Aspirant (1931)
- Luitenant-ter-zee III (1934)
- Luitenant-ter-zee II (1936)
- Luitenant-ter-zee I (1944)
- ter zee Kapitein-Luitenant (1953) (temporaire)
- ter zee Kapitein-Luitenant (1954)
- Kapitein-ter-zee (1958)
- Retiré du service actif (1959)
- Réserve militaire (1963)
- Kapitein-ter-zee (1963)
- Honorable décharge (1975)

### Politique

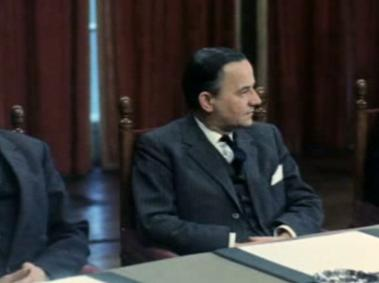
Piet de Jong en tant que ministre de la Défense en 1965.

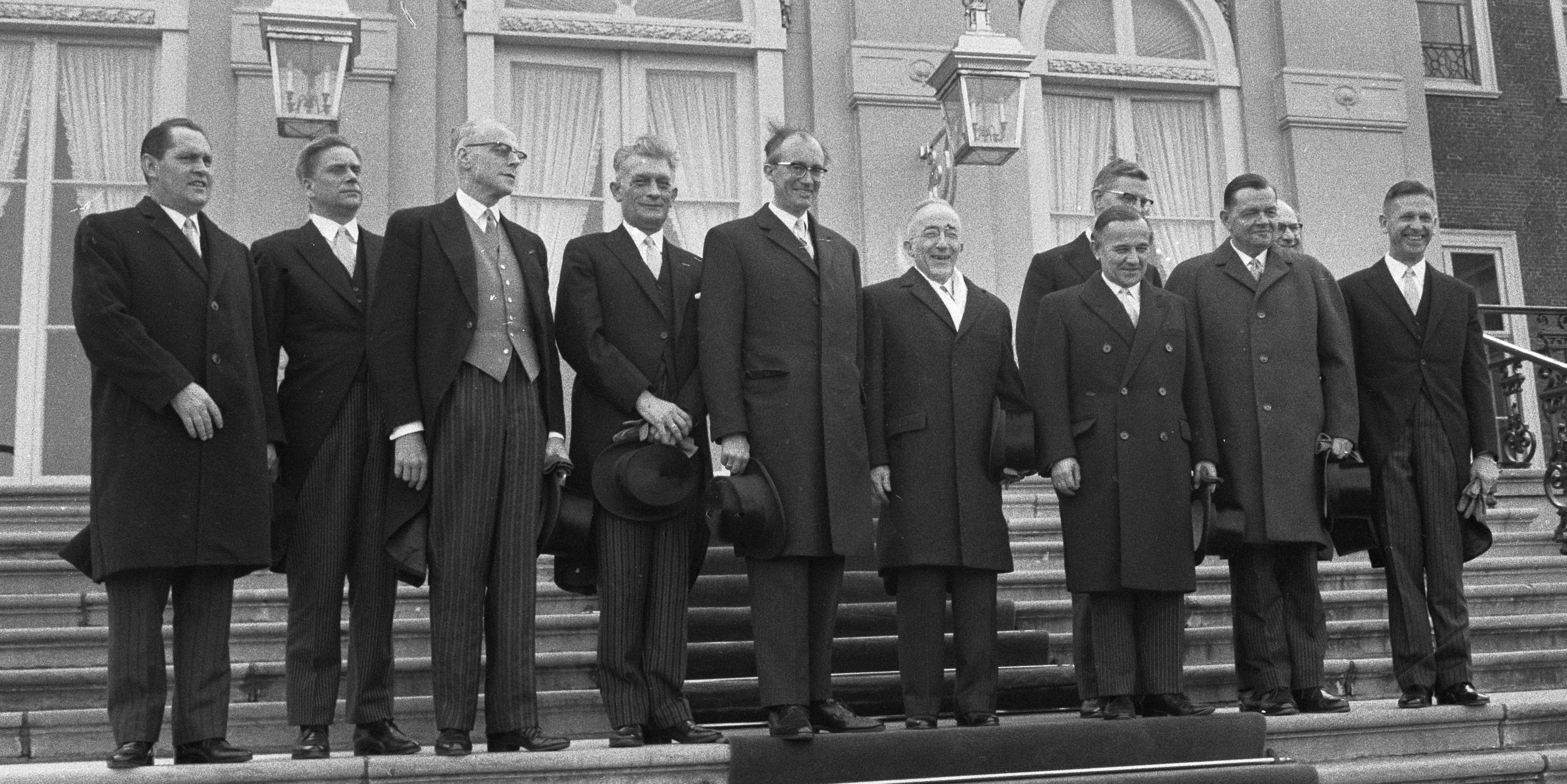
De Jong, lors de la présentation de son cabinet en 1967.

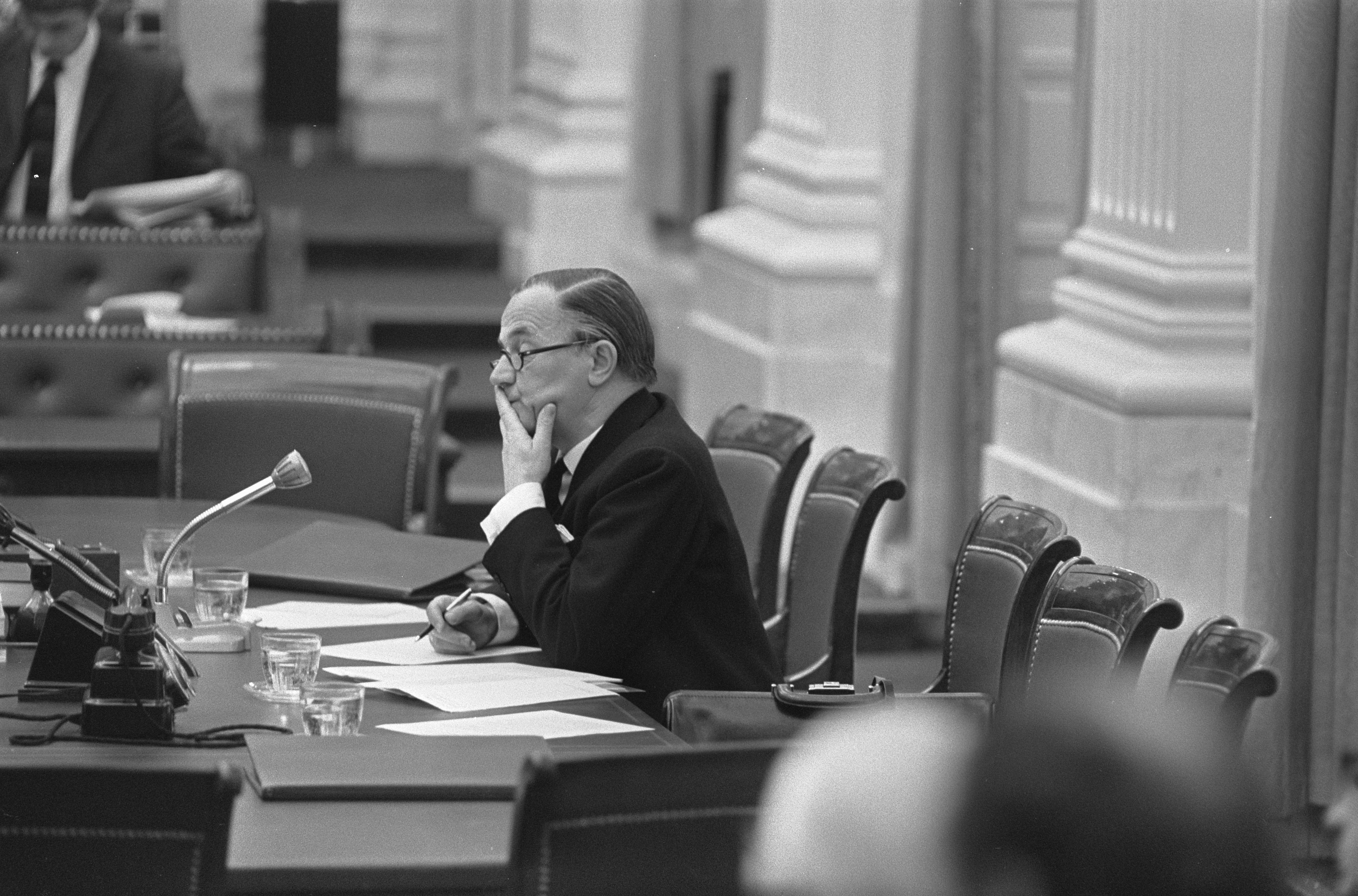
Piet de Jong en tant que Premier ministre, en 1969.

Du 25 juin 1959 au 24 juillet 1963, De Jong a été secrétaire d'État à la Défense dans le cabinet de Quay et, peu de temps après, ministre de la Défense dans les Cabinets Marijnen, Cals et Zijlstra. Du 5 avril 1967 au 6 juillet 1971, il a été Premier ministre et ministre des Affaires générales. Son cabinet, la cabinet De Jong, a été le premier depuis la Seconde Guerre mondiale à effectuer un mandat complet de quatre ans.
Au cours de son mandat, De Jong a rencontré des dirigeants de nombreux chefs d'État, notamment Richard Nixon, Charles de Gaulle et Georges Pompidou.
Après avoir servi en tant que Premier ministre, il est devenu sénateur de 1971 à 1974 et président de son groupe parlementaire. Après la fin de sa carrière politique active, De Jong a occupé de nombreux postes dans l'industrie et des sièges de plusieurs conseils de surveillance.
Durant son mandat, il est accusé par certains médias, dont les médias publics, de ne pas agir avec assez de force. Il est souvent étiqueté comme « vieux jeu ». Cette image a été renforcée par son chapeau melon, avec lequel il est souvent apparu à l'extérieur. Trente ans plus tard, il est cependant considéré par beaucoup comme un politicien qui a pris des décisions réfléchies. En 2001, l'ancien vice-Premier ministre Hans Wiegel fait son éloge. Dans un reportage de l'émission de télévision néerlandaise « Netwerk » en 2005, il est considéré comme le meilleur Premier ministre de l'après-guerre.

### Retraite
Le 25 mars 2010, De Jong, alors âgé de 94 ans, fait un discours à Nieuwspoort sur la publication d'une biographie de l'ancien ministre des Affaires étrangères et ancien secrétaire général de l'OTAN, Joseph Luns. Le 24 avril 2010, pendant la session annuelle de l'Appel démocrate-chrétien, De Jong dénonça l'ancien vice-Premier ministre Wouter Bos comme étant le responsable de la chute du cabinet Balkenende IV. Après les élections législatives néerlandaises de 2010 et la défaite de l'Appel démocrate-chrétien, l'union entre le Parti populaire libéral et démocrate (VVD) et le Parti pour la liberté (PVV) de Geert Wilders fut désapprouvée par De Jong,.
Il meurt le 27 juillet 2016 à 101 ans, presque un demi-siècle après ses années de pouvoir. Il était le plus âgé des anciens chefs d'État du monde, devant le Vietnamien Đỗ Mười.

### Vie privée
Après la Seconde Guerre mondiale, Piet de Jong a épousé une ancienne résistante locale, Anneke Bartels. Ils se sont mariés le 26 juin 1947 et ont eu deux fils et une fille. Anneke Bartels est décédée en 2010 à l'âge de 94 ans.